# Diocèse de Fenyang
Le diocèse de Fenyang (Dioecesis Feniamensis) est un diocèse de l'Église catholique en Chine suffragant de l'archidiocèse de Taiyuan. Le siège est actuellement vacant.

## Territoire
Le diocèse comprend une partie de la province du Shanxi. Son siège est à Fenyang.

## Histoire
La région est évangélisée par les franciscains italiens tout au long du XIXe siècle et au début du XXe siècle. Le 12 mai 1926, Pie XI par le bref apostolique In Omnes érige le vicariat apostolique de Fenyang recevant son territoire du vicariat apostolique de Taiyuanfu (aujourd'hui archidiocèse de Taiyuan). Le premier vicaire apostolique, Mgr Aloysius Chen Guo-di O.F.M., fait partie des six premiers évêques chinois consacrés à Rome par Pie XI, le 28 octobre 1926. 
Par la bulle pontificale Quotidie Nos de Pie XII, du 11 avril 1946, le vicariat apostolique est élevé au rang de diocèse. 

## Ordinaires
- Aloysius Chen Guo-di O.F.M., 10 mai 1926-9 mars 1930
- François Liu Chu-wen, 23 juillet 1930-15 janvier 1948
- Simon Lei Chang-hsia, 9 juin 1949-16 février 1970
- sede vacante depuis 1970
  - Antoine Gao Yong, nommé par le pouvoir en 1962, non reconnu par Rome, mort en 1980
  - Interruption en 1980
  - Jean Huo Cheng (né en 1925 et ordonné prêtre en 1954), depuis 1991, non reconnu par Rome